# آزادکار
«آزادکار» یا «فری‌استایلر» (انگلیسی: Freestyler) تک‌آهنگی از بامفانک ام‌سیز، گروه موسیقی هیپ‌هاپ فنلاندی است که سال ۱۹۹۹ به عنوان سومین تک‌آهنگ از نخستین آلبومشان در استریو منتشر شد.
این ترانه پس از انتشار بین‌المللی در سال ۲۰۰۰، موفقیتی جهانی کسب کرد و در بسیاری از کشورها از جمله سوئد، آلمان، استرالیا، نروژ، نیوزیلند، نروژ، اتریش، بلژیک، ترکیه، هلند و ایتالیا صدرنشین چارتهای موسیقی شد و به رتبهٔ دوم چارت موسیقی بریتانیا دست یافت.